# كوهسار بارك
كوهسار بارك (بالفارسية: پارک کوهسار) هي حديقة كبيرة موجودة في المنطقة 5 بلدية طهران، مدينة طهران، إيران. تبلغ مساحتها 10 كم².

## معرض صور

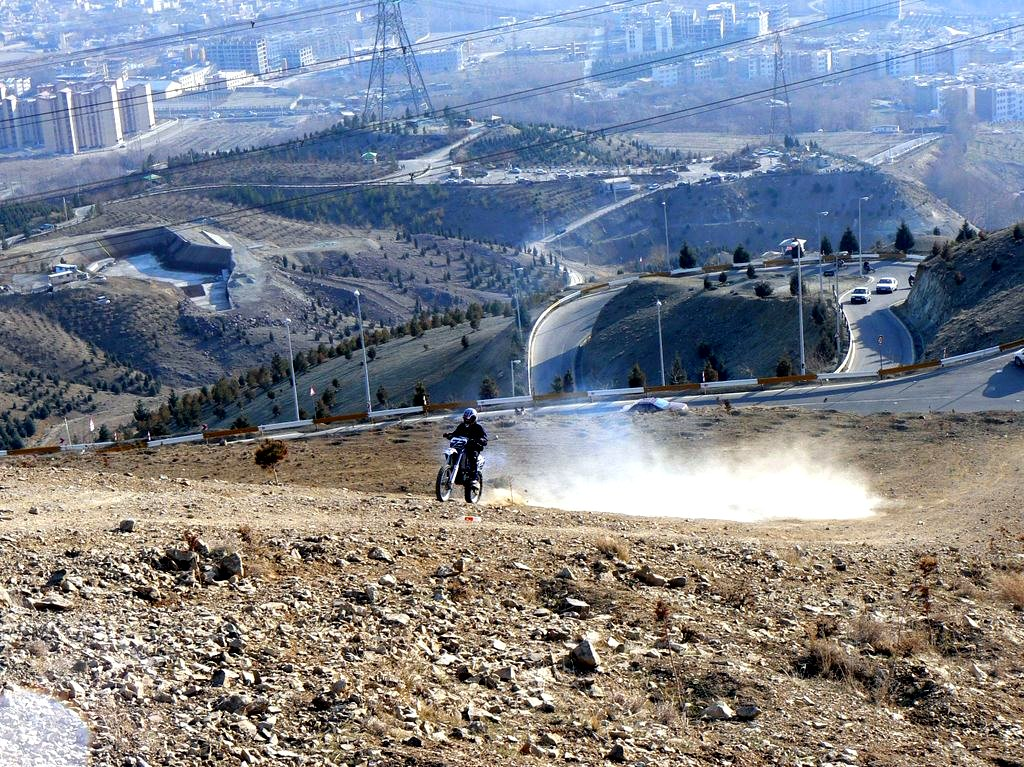
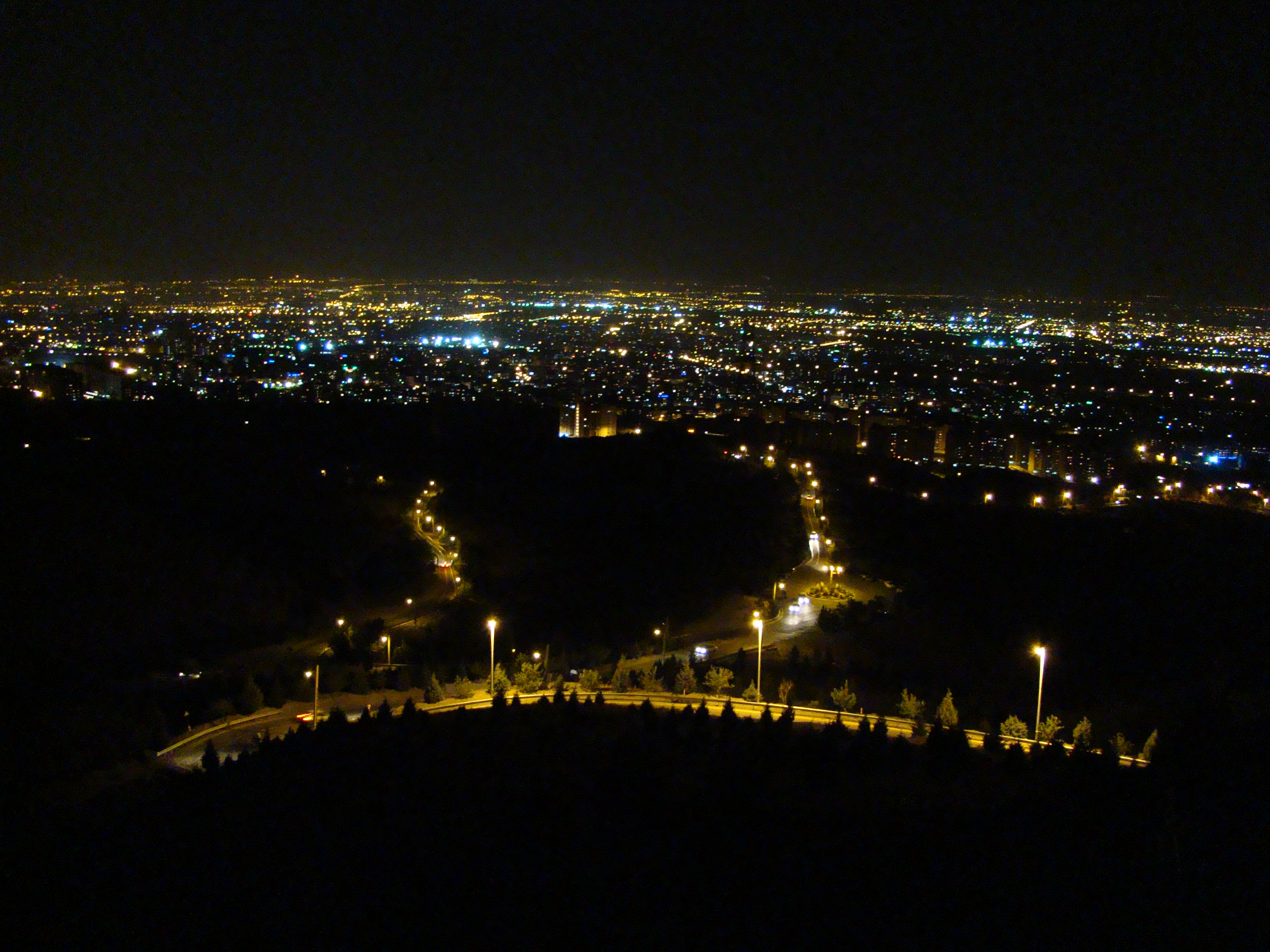
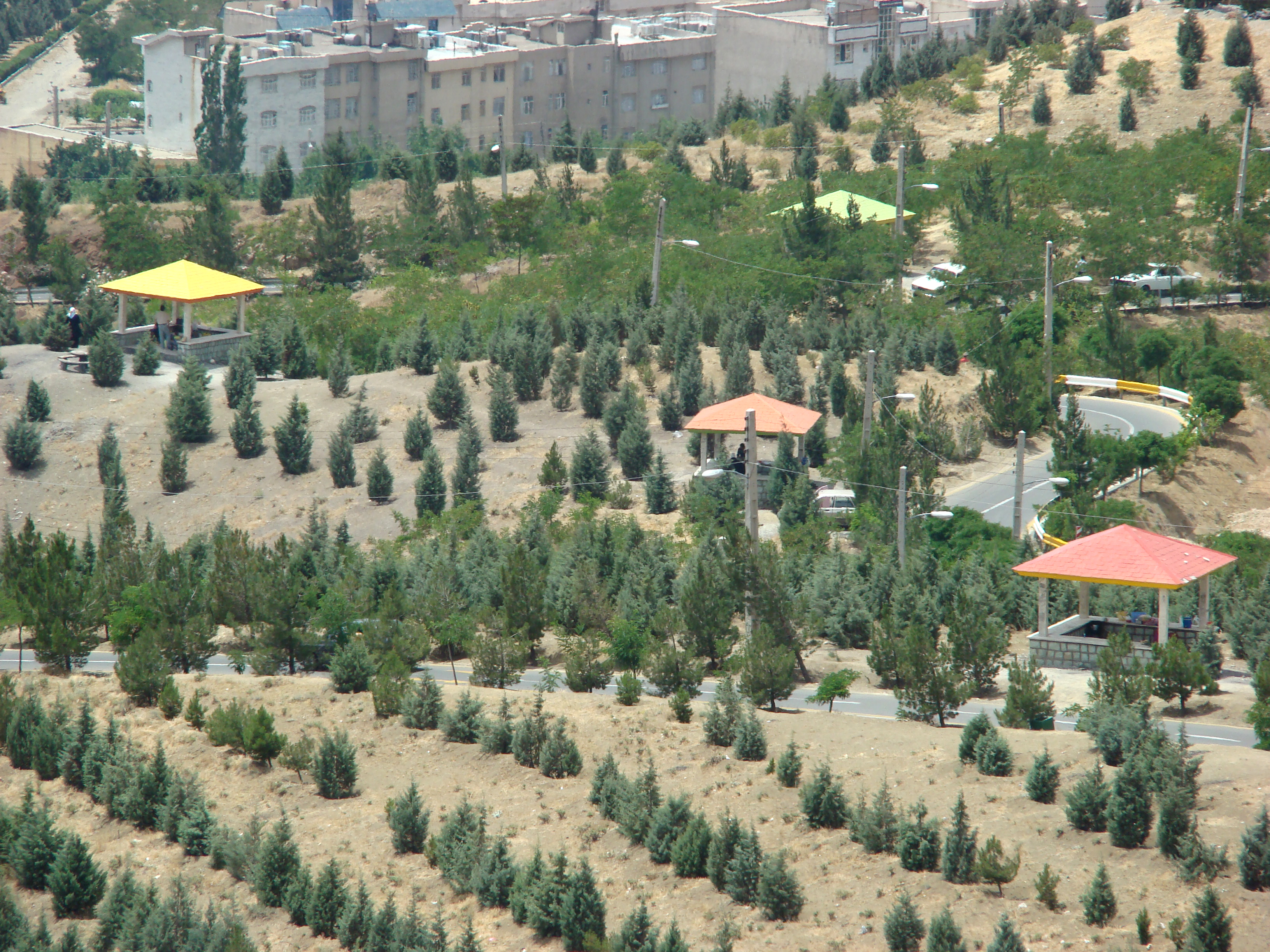
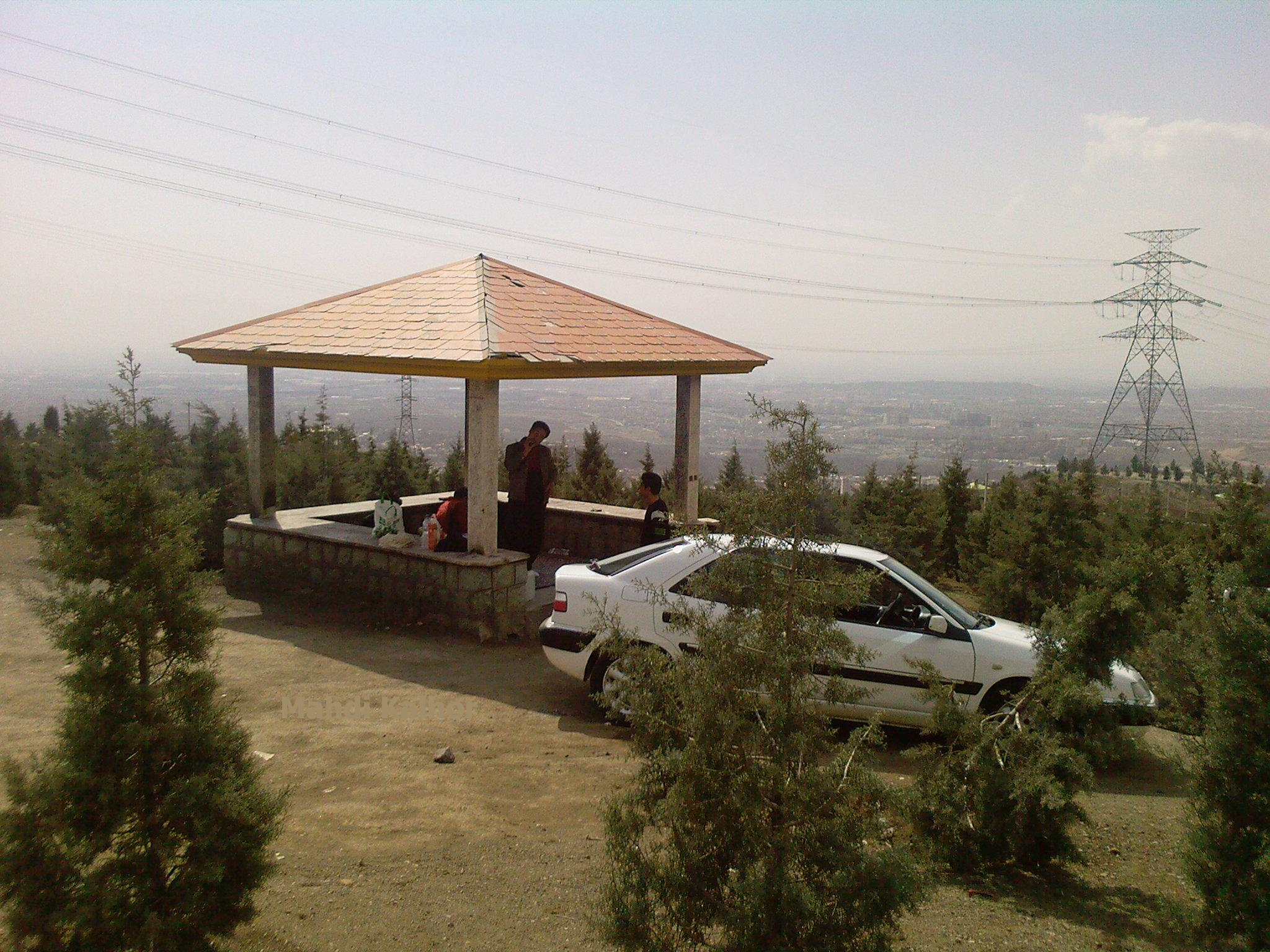
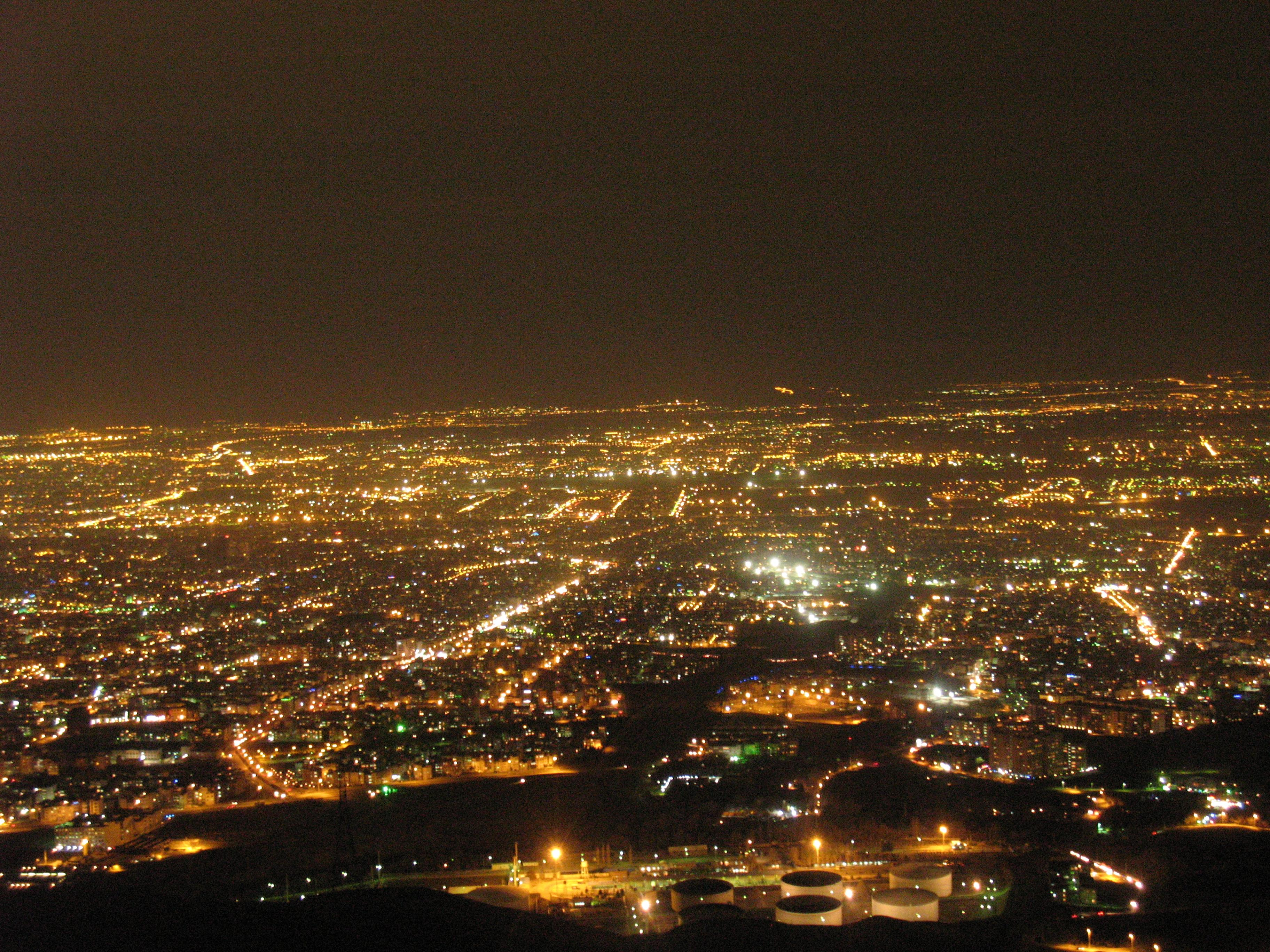